# Trädkänguruer
Trädkänguruer (Dendrolagus) är ett släkte inom familjen kängurudjur i Australien och Nya Guinea som innehåller cirka 12 arter.
Släktets vetenskapliga namn är sammansatt av grekiska ord och betyder trädhare. Den första delen syftar på djurens liv i träd. Nederländska upptäcktsresande som fångade några trädkängurur 1826 var i behov av mat och de tillagade köttet liksom kött från harar. Antagligen kände Salomon Müller episoden när han 1840 utförde den vetenskapliga beskrivningen.

## Utbredning och habitat
Trädkänguruer lever i Nya Guinea (Bird's Head Peninsula, västra Nya Guinea, Papua Nya Guinea) samt på Kap Yorkhalvön i nordöstra Australien (Queensland). Habitatet utgörs av tempererade skogar och regnskogar. I bergstrakter hittas trädkänguruer upp till 4200 meter över havet.
I sydcentrala Australien vid Nullarbor Plain hittades fossil av arter från släktet som levde där under pleistocen. Antagligen fanns under denna period större skogar i regionen, men de finns inte kvar.

## Utseende
Djuren blir ca 52–81 cm långa (huvud och bål), och svansen blir 41–93 cm lång. Vikten varierar vanligen mellan 6,5 och 14,5 kg men kan hos vissa individer vara 20 kg. Svansen är väldigt lång för att det ska bli lättare för trädkängurun att balansera när den klättrar i träd. De har långa, krökta klor och bak- och frambenen är ungefär lika långa. Trädkängurun kan vara svart, grå eller rödbrun, och undersidan kan vara gul, vit eller beige.
I jämförelse med andra pungdjur som lever i träd har trädkänguruer kraftiga extremiteter med breda fotsulor. Öronen är avrundade och nosen kortare än hos andra kängurudjur. Påfallande är längden av de bakre extremiteterna i jämförelse med övriga kroppen. Hos trädkänguruer är de ungefär lika långa (90-110 %) medan de hos vissa känguruer som lever på marken är tydlig längre (hos Macropus agilis 160 % jämförd med kroppens längd).

## Levnadssätt
Trädkänguruer är långsamma och klumpiga på marken men mycket kraftfulla och skickliga klättrare. De har också förmåga att klara av långa hopp på upp till 9 meter från en högre belägen gren till en lägre belägen gren. Det finns observationer av trädkänguruer som klarat hopp från 18 meters höjd ned till marken utan att skada sig. De gömmer sig på dagen bland trädens blad och letar på natten efter föda.
Trädkänguruer lever inte i flock, utan ensamma (förutom när de ska para sig). Ibland syns två honor tillsammans men hanar är aggressiva mot varandra. Angående fortplantningssättet kan de jämföras med andra kängurudjur. Efter dräktigheten som varar i cirka 32 dagar föds vanligen ett ungdjur som stannar ungefär ett år i pungen (marsupium). Sedan får ungdjuret ytterligare 2-3 månader di. Livslängden går upp till 20 år.
Individerna har avgränsade revir som markeras med körtelvätska och som försvaras mot artfränder.

## Föda
Trädkängurun livnär sig främst av blad och frukter, men även av bär, andra växtdelar, insekter och nötter av olika slag. Därmed är den både en växt- och insektsätare.

## Hot
Trädkänguruer är de största pungdjur som lever i träd och de har med undantag av boaormar och dingon inga naturliga fiender. Det största hotet utgörs av skogsskövling. Dessutom jagas de för köttets och pälsens skull. IUCN listar 14 arter och av dessa klassificeras tre arter som akut hotade (CR), fyra arter som starkt hotade (EN), fyra arter som sårbara (VU), en art som nära hotad (NT) och bara två arter som livskraftiga (LC).

## Arter
Enligt Wilson & Reeder (2005) utgörs släktet av 12 arter.
- Dendrolagus bennettianus, lever i nordöstra Queensland.
- Dendrolagus dorianus, finns på stora delar av sydöstra Nya Guinea på mellan 600 och 3 600 meters höjd.
- Dendrolagus goodfellowi, förekommer på östra Nya Guinea. Arten listas som starkt hotad.
- Dendrolagus inustus, lever på norra och västra Nya Guinea samt på öar i närheten.
- Dendrolagus lumholtzi, förekommer i nordöstra Queensland.
- Dendrolagus matschiei, lever på Papua Nya Guinea. Arten listas som starkt hotad men är den vanligast förekommande arten i djurparker.
- Dendrolagus mbaiso, förekommer i Lorentz nationalparken på västra Nya Guinea.
- Dendrolagus pulcherrimus, lever i bergsområdet Torricelli på Papua Nya Guinea. Arten är listad som akut hotad.
- Dendrolagus scottae, förekommer också i bergsområdet Torricelli.
- Dendrolagus spadix, finns på södra Nya Guinea, från Lorentz nationalpark till floden Fly.
- Dendrolagus stellarum, lever i områden på över 2 600 meters höjd på Nya Guinea.
- Dendrolagus ursinus, finns främst på Fågelhuvudhalvön, Nya Guinea.